# جف نیثنسن
جفری دی. نِـیـثِـنسن (انگلیسی: Jeffrey D. Nathanson؛ زادهٔ ۱۲ اکتبر ۱۹۶۵) فیلم‌نامه‌نویس و تهیه‌کننده اهل ایالات متحده آمریکا است. وی از سال ۱۹۹۳ میلادی تاکنون مشغول فعالیت بوده‌است.
او نامزد جایزه بهترین فیلمنامه اصلی آکادمی هنرهای فیلم و تلویزیون بریتانیا برای کارش در «اگر می‌تونی مرا بگیر» شد.

## فیلم‌شناسی
- برای بهتر یا بدتر (۱۹۹۵)
- سرعت ۲: کنترل سفر دریایی (۱۹۹۷)
- ساعت شلوغی ۲ (۲۰۰۱)
- اگه می‌تونی منو بگیر (۲۰۰۲)
- ترمینال (۲۰۰۴)
- آخرین شلیک (۲۰۰۴)
- ساعت شلوغی ۳ (۲۰۰۷)
- ایندیانا جونز و قلمرو جمجمه بلورین (۲۰۰۸)
- سرقت از برج (۲۰۱۱)
- دزدان دریایی کارائیب: مردگان حکایت نمی‌کنند (۲۰۱۷)
- شیرشاه (۲۰۱۹)
- زن جوان و دریا (۲۰۲۴)
- موفاسا: شیرشاه (۲۰۲۴)